# Serres (Meurthe-et-Moselle)
Serres település Franciaországban, Meurthe-et-Moselle megyében. Lakosainak száma 250 fő (2022. január 1.). Serres Athienville, Courbesseaux, Drouville, Einville-au-Jard, Hoéville, Maixe és Valhey községekkel határos.

## Népesség
A település népessége az elmúlt években az alábbi módon változott:
| Lakosok száma | 227  | 204  | 217  | 267  | 243  | 241  | 247  | 243  | 242  | 250  |
|               | 1968 | 1982 | 1990 | 2006 | 2013 | 2015 | 2017 | 2019 | 2020 | 2022 |